# Grumentum
Grumentum (en grec antic Γρούμεντον) va ser una ciutat de Lucània (actualment sud d'Itàlia), situada a l'interior del país.
No va ser un establiment grec sinó una ciutat dels lucans, precisament per estar situada a l'interior. No apareix a la història fins a la Segona Guerra Púnica, l'any 215 aC, quan el general cartaginès Hannó va ser derrotat sota les seves muralles per Tiberi Semproni Llong, segons diu Titus Livi. L'any 207 aC Hanníbal Barca, expulsat dels seus quarters d'hivern al Brutium, va passar a Lucània i es va establir a Grumentum, on es va enfrontar amb el cònsol Gai Claudi Neró i va sofrir una petita derrota. Sembla que la ciutat era lleial als cartaginesos i estava en mans d'Hanníbal però poc després, cap a l'any 206 aC, es va passar als romans.
Grumentum no torna a aparèixer fins a la guerra social l'any 90 aC quan el pretor romà Publi Licini Cras es va refugiar a la ciutat després de ser derrotat pel general lucà Marc Lamponi. Poc després es creu que els aliats italians van ocupar la ciutat i els romans la van assetjar per un llarg període.
Seguidament va ser municipi romà. Estrabó la defineix al seu temps com una ciutat petita i el Liber Coloniarum la qualifica només de prefectura. Per les inscripcions se sap que per un temps va tenir el rang de colònia durant l'Imperi i altres inscripcions esmenten el senat local i els magistrats, cosa que, juntament amb les ruïnes d'alguns edificis, fan pensar que tenia una certa importància durant aquell període.
Apareix als Itinerarium fins al segle iv i va ser la seu d'un bisbe al menys fins al temps del papa Gregori el Gran (590 - 604). No se sap quan va ser destruïda.
Inicialment es va pensar que estava situada a Chiaromonte, a l'esquerra del Siris (actual Sinno), però les seves ruïnes es poden veure a la dreta del riu Aciris (actual Agri) prop de la moderna Saponara. Les ruïnes les formen un amfiteatre, restes de muralles, i parts d'edificis; queden també les restes de carrers al mig dels edificis; s'han trobat nombroses inscripcions, monedes, joies i d'altres objectes.